# Angelo Piccaluga
Angelo Piccaluga (ur. 4 października 1906 w Vercelli; zm. 7 marca 1993 w San Desiderio di Calliano) – włoski piłkarz, grający na pozycji napastnika, trener piłkarski.

## Kariera piłkarska

### Kariera klubowa
W 1923 rozpoczął karierę piłkarską w drużynie Pro Vercelli. Następnie do 1939 występował w klubach Modena, Palermo, Biellese i Grion Pola.

### Kariera reprezentacyjna
3 marca 1929 roku debiutował w narodowej reprezentacji Włoch w meczu przeciwko Czechosłowacji (4:2). Łącznie rozegrał 2 mecze międzynarodowe.

## Kariera trenerska
W 1938 roku jeszcze będąc piłkarzem rozpoczął pracę trenerską w Grion Pola. Potem do 1959 prowadził kluby Acqui, Fiumana, Casale, Fermana, Cosenza i  Asti. 
Zmarł w marcu 1993 roku w wieku 86 lat.

## Sukcesy i odznaczenia

### Sukcesy trenerskie
Fiumana
- mistrz Serie C (1x): 1940/41

Fermana
- mistrz Promozione (1x): 1949/50